# Índigo (serie de televisión)
Índigo es una serie de televisión chilena transmitida por el canal de televisión Mega y que cuenta la historia de una niña índigo.
Fue realizada por el mismo equipo detrás de la exitosa serie infantojuvenil BKN. Se estrenó el 17 de julio de 2007 y terminó el 20 de septiembre de 2008, y se retransmitió por el canal de cable ETC.

## Historia
En un paseo familiar, una joven llamada Laura, su padre y su mejor amigo Lucas, sufren un grave accidente automovilístico. Cuando Laura despierta del Coma, se entera de que su padre y su mejor amigo están muertos. Pero también, tiene un nuevo poder, hablar con muertos.
Para hacer uso de esta extraordinaria facultad, posee una guía espiritual, quien le dice que debe asumir que ella es una niña índigo. Su labor, entre otras, es la de lograr que el alma de su padre descanse en paz y conducirlo hacia el cielo.
Laura recibirá la ayuda de Ángela, que dará las instrucciones para que su padre descanse en paz.

## Personajes
- Laura (Paulette Sève): Personaje principal de la historia, después de vivir la experiencia de la muerte de su padre se convierte en niña índigo para ayudar a las personas ya fallecidas en asuntos pendientes que tenga cada uno. Ella al final muere.
- Lucas Salvo (Javier Castillo): Amigo de Laura, vivirá la experiencia de ser un fantasma que tiene un asunto pendiente, de a poco va a empezar a sentir cosas por ella. Él con la ayuda de Ángela se materializa, y comienza una relación con Laura, la cual muere al final de la segunda temporada.
- Diego (Justin Page): El primer novio o "pololo" de Laura, un hombre mujeriego que quiere conseguir mujeres y haciendo mentiras piadosas para quedar bien con Laura. En la segunda temporada, entabla una relación con Isa, la prima de Laura, sin embargo, sigue acosándola y al final, Isa termina con Diego por no haber contado que había pololeado.
- Ángela (Alison Mandel): Personaje que se encarga de ayudar a Laura en su función como niña índigo.
- Vigilante (Javier Carrasco): Personaje que es una visión de Laura y las personas que tienen un asunto pendiente, en el final se revela la identidad de este personaje.
- Sara (Irene Llano): Es el personaje que representa a la madre de Laura, una persona relajada y empieza a ver imágenes de su esposo (el padre de Laura) en la cual el final se da cuenta de que el padre de Laura la espera en el cielo.
- Aquiles Farfani (Alberto Zeiss): Personaje que representa a un "medium" (persona que habla con los muertos) en la cual es un hombre estafador que hace que se comunica con ellos para ganar dinero. Él se asocia junto a Lucas para intentar resolver su asunto pendiente. En la segunda temporada es buscado por la policía por estafa.
- Coke (Andrés Ortega): Es un joven y guapo roquero que se enamora de Laura. Ambos comenzarán una amistad que traerá una serie de conflictos para Laura y sus asuntos por resolver.
- Isabel "Isa"  (Camila López): Prima de Laura. Es su íntima amiga, a tal punto que duermen juntas en la misma pieza. Ella va a la universidad donde conoce a un antiguo amor de su prima, Diego, quien no sabe del parentesco entre ellas. Isa conoce los poderes de Laura y es su cómplice.

## Primera temporada
Laura comienza a sentir cosas extrañas, se puede comunicar con muertos luego de la muerte de su padre. Allí comienza la historia, ya que Laura es una niña índigo que debe ayudar a los muertos.

### Final
Laura empieza a tener visiones de su padre. Aquí se revela la identidad del Vigilante que se encarga de llevar a las personas que ya arreglaron su asunto pendiente. Lucas le dice a Laura su asunto pendiente. Pues, a él le gusta Laura (ya se representaba en las actitudes cuando decía que se iba a juntar con Juan José o Diego). Laura comenta el asunto de Lucas a Juan José pero tuvo un conflicto con Diego ya que ensució su ropa, escalaron varias escaleras y Diego dio una zancadilla a Juan José en la cual le iba a dar un golpe a él. Al golpearlo, Lucas lo defendió y Diego los golpeó a los dos. Laura llega a su casa y encuentra a su mamá desmayada en la cama. Ella se lleva a un hospital y tiene un derrame cerebral, por lo que Sara podía irse al cielo en cualquier momento. Lamentablemente, la mamá de Laura falleció y dijo que su padre lo estaba esperando. Con esto, el Vigilante se llevó a todas las personas que había ayudado Laura, a su papá, su mamá y Lucas al "otro lado" (lugar donde se llevan las personas cuando terminan su asunto pendiente). En todo esto, Ángela cuida a Laura por el resto del final.

## Segunda temporada
La segunda temporada comenzó a mediados de agosto del 2008, y se emite los días sábados y domingos después de BKN. La segunda temporada empieza con la labor que debe ahora cumplir Laura, ayudar cada día más a los muertos, sin embargo grandes aspectos en su vida cambian, debe vivir sola por la muerte de sus padres, y su prima (Camila López) comenzará a pololear con Diego, quien todavía la acosa. Además, Farfani comienza a ser buscado por la policía.

### Final
Laura descubre que Ángela lleva más de 100 años muerta, Coke regresa de México. Lucas con la ayuda de Ángela se materializa por el "amor" que le tiene a Laura. Coke muere cuando persigue a Laura, él la sigue hasta que se da cuenta de que está muerto, Laura no lo puede ayudar con su asunto pendiente. Ya que Ángela y el vigilante le dicen que tienen otro "trabajo" para ella. El trabajo es ayudar a todas las almas y explican quienes realmente son, Ángela se materializa por amor, pero ella descubre que la persona que ella amaba había muerto (el vigilante) lo cual se les da la misión de ayudar a las almas, Ellos dos descubren a Laura los cuales la pueden ayudar en su trabajo para quedar "libres". Laura y Lucas son encargados para la misión, por lo cual Laura al final fallece. El final, termina con la muerte de Laura y abre a otra temporada ya que no muestra lo que pasa con Coke, ni como reaccionan sus familiares con la muerte de Laura y el nuevo trabajo de Laura y Lucas. Y probablemente en la otra nueva temporada salga también otra niña o niño índigo en la serie

## Curiosidades
- El personaje de Camila López, Isa, está enamorada del personaje de Justin Page, Diego, al igual que en BKN, donde sus personajes, Gaby y Max, son pareja.
- En la primera temporada, los "fantasmas" tienen forma 100% humano y sin heridas, no así en la segunda, ya que en esta, se muestra un representación de heridas por las que posiblemente murieron, ejemplo: sangre en rostro.